# Liaoning Hengye
Le Liaoning Hengye est un club féminin chinois de basket-ball  évoluant à Shenyang dans la province du Liaoning et participant au Championnat de Chine de basket-ball féminin.

## Historique
Classement :
- 2005 : 2e
- 2006 : 3e
- 2008 : 6e
- 2009 : 1er
- 2010 : 3e
- 2011 : 4e
- 2012 :
- 2013 : 3e

## Palmarès
- Champion: 2006, 2009, 2010
- Finaliste : 2008
- Demi-finaliste : 2008
- Vainqueur de la saison régulière : 2009
- Second de la saison régulière : 2005

## Effectif 2012-2013
Dans ce nom chinois, le nom de famille précède le nom personnel.
| Numéro | Nom              | Née le           | Taille | Nationalité | Poste                   |
| 4      | Jia Guang        | 1980             | 1,76 m | Chine       | Meneuse                 |
| 5      | Wang TingTing    | 1991             | 1,75 m | Chine       | Meneuse                 |
| 6      | Cui Xiaxue       | 1989             | 1,86 m | Chine       | Ailière forte           |
| 7      | Chen Xiaoli      | 1984             | 1,83 m | Chine       | Ailière                 |
| 8      | Zhang Wei        | 1986             | 1,84 m | Chine       | Ailière / Ailière forte |
| 9      | Liang Jiamei     | 1992             | 1,82 m | Chine       | Ailière                 |
| 11     | Chen Feng        | 1990             | 1,88 m | Chine       | Ailière forte           |
| 13     | Zeng Meiling     | 1988             | 1,91 m | Chine       | Pivot                   |
| 17     | Chen Xiaoli      | 20 février 1982  | 1,93 m | Chine       | Ailière forte           |
| 20     | Alena Lewtchanka | 30 avril 1983    | 1,96 m | Biélorussie | Pivot                   |
| 42     | DeMya Walker     | 28 novembre 1977 | 1,93 m | États-Unis  | Ailière                 |

Entraîneur :  Chen WeiDong